# 13005 Станконюхов
13005 Станконюхов (13005 Stankonyukhov) — астероїд головного поясу, відкритий 18 вересня 1982 року.
Тіссеранів параметр щодо Юпітера — 3,180.
Названо на честь українського конструктора ракетно-космічної техніки Конюхова Станіслава Миколайовича, (1937-2011).